# محسن دره‌باغی
محسن دره‌باغی سرتیپ خلبان ارتش جمهوری اسلامی ایران است، که هم‌اکنون به‌عنوان معاون آماد، پشتیبانی و تحقیقات صنعتی ستاد کل نیروهای مسلح فعالیت می‌کند.
وی در خلال جنگ ایران و عراق از خلبانان نیروی هوایی بود. دره‌باغی از اوائل دهه ۱۳۸۰ تا سال ۱۳۸۷ فرماندهی پایگاه هوایی چابهار را برعهده داشت، از ۱۳۸۷ تا ۱۳۹۲ جانشین فرمانده نیروی هوایی ارتش بود، در فاصله سالهای ۱۳۹۲ تا ۱۳۹۵ به‌عنوان معاون آماد و پشتیبانی ارتش جمهوری اسلامی ایران فعالیت می‌کرد و از ۱۳۹۵ تاکنون نیز معاون آماد، پشتیبانی و تحقیقات صنعتی ستاد کل نیروهای مسلح است.